# Кариофиллен
Кариофиллен C15H24 — терпеновый углеводород. Кариофиллен существует в виде двух изомеров: собственно кариофиллен (формула I) и изокариофиллен (формула II).

## Свойства
Бесцветная маслянистая жидкость с острым древесным запахом. Растворяется в неполярных органических растворителях, нерастворим в воде.
Для кариофиллена [α]D20 = −9,5o и +9,5o
Для изокариофиллена [α]D20 = −26,2o и +21,9o
На воздухе оба изомера быстро окисляются и осмоляются. Под действием кислот легко подвергается изомеризации углеродного скелета молекулы.

## Нахождение в природе и получение
Кариофиллен содержится в некоторых эфирных маслах. Получают как побочный продукт при выделении эвгенола.
Два производных кариофиллена были обнаружены в конском навозе: бета-кариофиллен и окись кариофиллена. Эти соединения были обнаружены китайскими учеными, в ходе изучения феномена «обваливания Пандами шерсти» экскрементами лошадей в зимний период: эти соединения дарили обманное ощущение тепла.

## Применение
Кариофиллен используется для составления парфюмерных композиций, при получении отдушек для мыла, косметических изделий, в синтезе некоторых душистых веществ.